# Kirkland (New York)
Kirkland ist eine US-amerikanische Town im Oneida County des Bundesstaats New York. Das U.S. Census Bureau hat bei der Volkszählung 2020 eine Einwohnerzahl von 10.075 ermittelt. Kirkland ist ein Vorort der Stadt Utica. Die Town Kirkland enthält ein Village namens Clinton, in der sich das Hamilton College befindet.

## Geschichte
Die erste Siedlung entstand um 1787 in der Nähe des heutigen Dorfes Clinton. Die Town Kirkland wurde 1827 aus Teilen der Town Paris gegründet. Die Town ist nach Samuel Kirkland benannt, einem Missionar unter den Oneida.

## Demografie
Nach einer Schätzung von 2019 leben in Kirkland 10.048 Menschen. Die Bevölkerung teilt sich auf in 90,7 % Weiße, 2,3 % Afroamerikaner, 0,2 % amerikanische Ureinwohner, 2,5 % Asiaten und 2,9 % mit zwei oder mehr Ethnizitäten. Hispanics oder Latinos aller Ethnien machten 4,8 % der Bevölkerung aus. Das mittlere Haushaltseinkommen lag 2019 bei 72.714 US-Dollar und die Armutsquote bei 13,1 %.